# Клейники

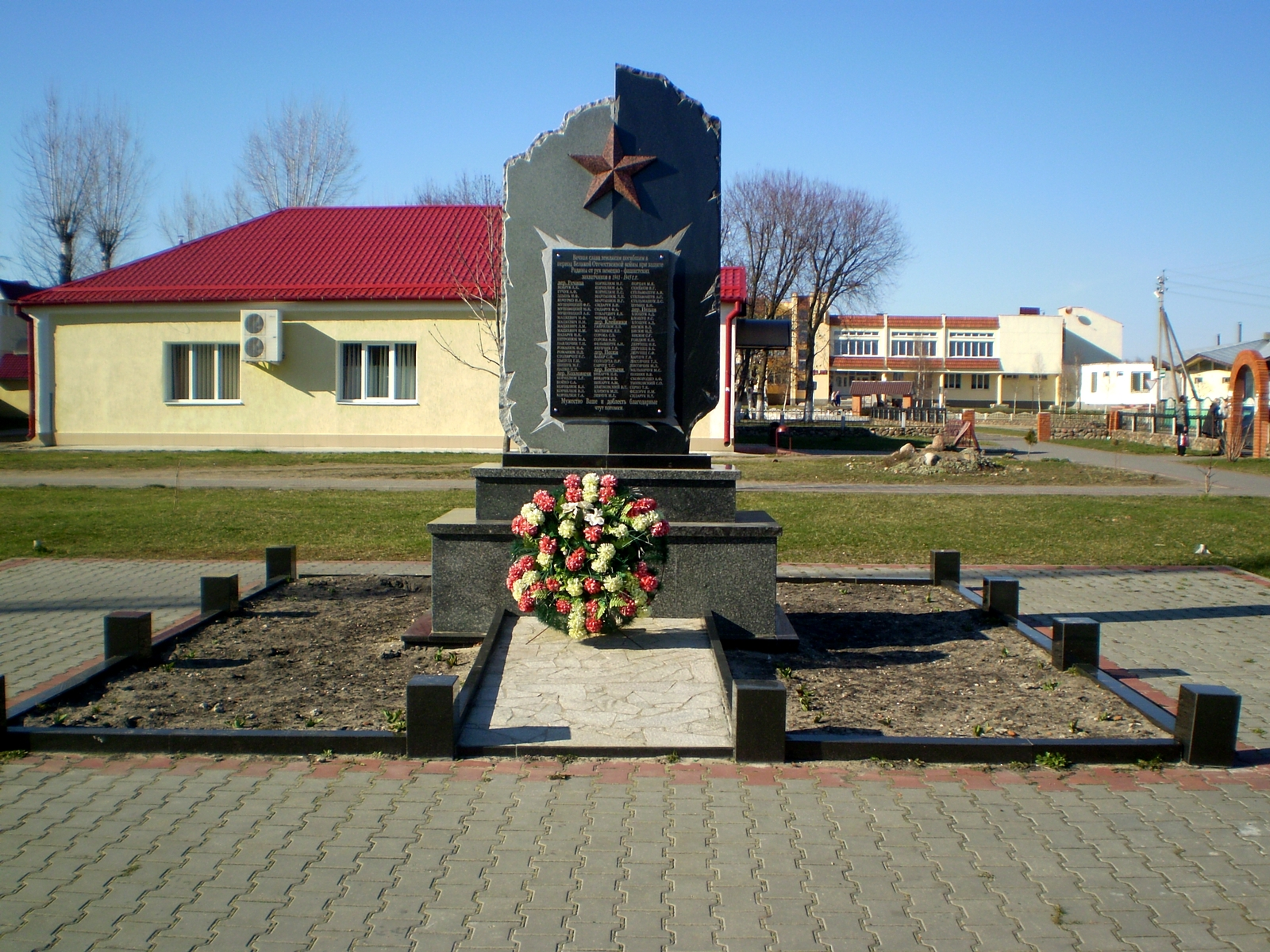
Стела в память о погибших в войну

Кле́йники (бел. Клейнікі) — агрогородок в Брестском районе Брестской области Беларуси. Административный центр Клейниковского сельсовета. Население — 2003 человека (2019). Известен как деревня с XVI века, в конце XX — начале XXI века испытал быстрый рост населения, в 2011 году получив статус агрогородка.

## География
Агрогородок расположен в 6 км к северо-западу от центра города Брест, фактически являясь его северо-западным пригородом. От территории Бреста Клейники отделяет Северное полукольцо магистрали М1. В 3-5 км к югу и западу находится граница с Польшей, которая здесь проходит по реке Западный Буг. По северной окраине населённого пункта протекает река Лесная. Местные дороги ведут из Клейников в сторону деревнь Большие Мотыкалы, Непли и Теребунь. У восточной окраины агрогородка находится ж/д платформа Скоки (линия Белосток — Брест).

### Климат
Климат агрогородка — переходный от морского к континентальному, характеризуется достаточно мягкими зимами с продолжительными оттепелями. Воздушные массы переносятся в основном в направлении с запада на восток.
| Показатель                                                                           | Янв. | Фев. | Март | Апр. | Май  | Июнь | Июль | Авг. | Сен. | Окт. | Нояб. | Дек. |
| ------------------------------------------------------------------------------------ | ---- | ---- | ---- | ---- | ---- | ---- | ---- | ---- | ---- | ---- | ----- | ---- |
| Средний суточный максимум, °C                                                        | −0,9 | 0,8  | 6,4  | 13,7 | 19   | 22,3 | 24,6 | 23,9 | 18,5 | 12,1 | 6,3   | 1,5  |
| Средняя температура, °C                                                              | −3,1 | −1,9 | 2,3  | 8,9  | 14,4 | 18   | 20,2 | 19,4 | 14,3 | 8,6  | 4     | −0,5 |
| Средний суточный минимум, °C                                                         | −5,5 | −4,9 | −1,9 | 3,6  | 9    | 12,6 | 15,2 | 14,4 | 10,1 | 5,3  | 1,7   | −2,7 |
| Норма осадков, мм                                                                    | 44   | 41   | 46   | 51   | 72   | 71   | 85   | 69   | 63   | 49   | 46    | 48   |
| Источник: Климатические данные городов по всему миру. Дата обращения: 9 ноября 2024. |      |      |      |      |      |      |      |      |      |      |       |      |

## История
Название — производное от фамилии Клейник.
Согласно письменным источникам поселение известно с XVI века как деревня в Трокском воеводстве Великого княжества Литовского, а после административно-территориальной реформы середины XVI века в Берестейском воеводстве. В начале XVII века имение принадлежало роду Солтанов.
После третьего раздела Речи Посполитой (1795) в составе Российской империи, с 1801 года — в Гродненской губернии. 11 октября 1812 года на реке Лесной в окрестностях Клейников шли бои австро-саксонских войск Шварценберга и Ренье с русскими войсками. В середине XIX века деревня (в 1844 году — 17 дворов) и имение с 535 десятинами земли принадлежали Немцевичам.
По переписи 1897 года — 31 двор, хлебозапасный магазин и кузница. В 1905 году — деревня (364 жителя) и имение (13 жителей) Мотыкальской волости Брестского уезда Гродненской губернии.
В Первую мировую войну с 1915 года деревня была оккупирована германскими войсками. Согласно Рижскому мирному договору (1921) она вошла в состав межвоенной Польши, где принадлежала гмине Мотыкалы Брестского повета Полесского воеводства. По переписи 1921 года в деревне вместе с фольварком числилось 65 жилых зданий, в которых проживало 350 человек (156 мужчин, 194 женщины), из них 215 белорусов, 134 поляка и 1 украинец (по вероисповеданию — 215 православных и 135 римских католиков).
С 1939 года деревня в составе БССР, с 1940 года — в Брестском районе Брестской области, в 1940 году 85 хозяйств. В Великую Отечественную войну на фронте погибли 77 сельчан. В 1967 году в их память в центре посёлка установлена стела.
В 1951 году образован колхоз «Пограничник», включивший в себя 97 хозяйств. В 1940—1954 годах и с 1959 года деревня была центром Клейниковского сельсовета, в 1954—1959 годах — в Речицком сельсовете. По переписи 1970 года в деревне насчитывалось 148 дворов. 20 января 2011 года деревня была преобразована в агрогородок.

## Население
На 1 января 2025 года в агрогородке постоянно проживало 2058 человек в 755 хозяйствах, в том числе 440 моложе трудоспособного возраста, 1197 — в трудоспособном возрасте и 393 старше трудоспособного возраста.
| Численность населения (по переписям) | Численность населения (по переписям) | Численность населения (по переписям) | Численность населения (по переписям) | Численность населения (по переписям) | Численность населения (по переписям) | Численность населения (по переписям) | Численность населения (по переписям) | Численность населения (по переписям) | Численность населения (по переписям) |
| 1833                                 | 1844                                 | 1897                                 | 1905                                 | 1921                                 | 1940                                 | 1970                                 | 1999                                 | 2009                                 | 2019                                 |
| ------------------------------------ | ------------------------------------ | ------------------------------------ | ------------------------------------ | ------------------------------------ | ------------------------------------ | ------------------------------------ | ------------------------------------ | ------------------------------------ | ------------------------------------ |
| 126                                  | ↗135                                 | ↗252                                 | ↗377                                 | ↘350                                 | ↘335                                 | ↗433                                 | ↗1242                                | ↗1689                                | ↗2003                                |

## Экономика
Ведущим сельскохозяйственным предприятием в агрогородке является отделение «Клейники» ОАО СГЦ «Западный». С 2001 года также действует швейное предприятие «Ольга Стиль».

## Инфраструктура
- ГУО «Средняя школа аг. Клейники имени Ю. В. Харитончика» (65 работников и 409 учеников)[12]
- ГУО «Ясли-сад аг. Клейники» (основан в 1976 году, 37 работников и 99 воспитанников)[12]
- ГУО «Клейниковская детская школа искусств» (основана в 1998 году, 18 работников и 197 воспитанников)[12]
- ГУО «Центр коррекционно-развивающего обучения и реабилитации Брестского района» (основан в 2004 году, 23 работника и 43 воспитанника)[12]
- Фельдшерско-акушерский пункт (2 работника)[12]
- Сельский дом культуры с библиотекой[12]
- Магазин РайПО и два торговых павильона[12]
- Строится православный храм в честь иконы Божией Матери «Взыскание погибших»[15]
- Кафе «Весна» на 150 посадочных мест (закрыто)[13]
- Почтовое отделение[16]
- Отделение Беларусбанка[17]
- Очистные сооружения (не действуют, подлежат рекультивации)[12]
- С 2016 года действует конно-спортивный клуб «Белая Русь»[18]